# Cueta heynei
Cueta heynei is een insect uit de familie van de mierenleeuwen (Myrmeleontidae), die tot de orde netvleugeligen (Neuroptera) behoort. 
Cueta heynei is voor het eerst wetenschappelijk beschreven door Navás in 1915.